# Пегаз (едиција)
Пегаз је књижевна едиција прве књиге коју већ четири деценије објављује издавачка кућа Књижевна омладина Србије. Издавачка кућа је основана 1971. године, и од самог оснивања промовише младе писце и ауторе. Такође додељује Повељу Пегаз за најбољу књигу поезије. Уредник је Верица Секирарски.

## Списак објављених дела (непотпун)
- Тунели у наручју (2002) Светлана Томић
- Дани после (2012)[2] Бојан Грахам
- Дијамант (2012)[3] Душан Томић
- Сномисли (2014) Милован Матић
- Рефрен (2014)[4] Андрија Јонић
- Мирис дувана и јагода (2014) Немања Шајиновић
- Трн (2015)[5] Тодор Григориадис
- Исповест хартији (2016) Саша Маринковић
- Последња одбрана (2016) Стеван Лазић
- Омаја (2016)[6] Огњен Лазаревић
- Колевка снова: Вучја ноћ (2017)[7] Срђан Томић
- Велика сестра (2017) Софија Фимић
- Драгојл ратници (2018)[8][9] Душко Благојевић
- Чистилиште (2018) Младен Першић
- Успон (2019)[10] Марио Милосављевић
- Стајалиште 21 (2019) Аљоша Љубичић
- Острво (2020) Јелена Жикић
- Граничар (2021) Огњен Крњаја
- Два света (2021)[11] Лука Јерковић
- Изгубљени животи (2021) Милан Гроздановић
- Песме дугиних боја (2021) Милана Милановић
- Игра мртвог духа (2021) Милош Ђурић
- Хоћу да ми се може (2023) Исидора Папић
- Песме с ашиковог гроба (2023) Марина Николић
- Звуци патње (2023) Ива Јевтић
- Није све у парама (2023)[12] Божо Никчевић
- Ноте и вали (2023)[13][14] Максим Милетић